# Isoglossa
Isoglossa es un género de plantas con flores perteneciente a la familia Acanthaceae. El género tiene 86 especies herbáceas descritas y de estas, solo 15 aceptadas.

## Taxonomía
El género fue descrito por Anders Sandoe Oersted y publicado en Videnskabelige Meddelelser fra Dansk Naturhistorisk Forening i Kjøbenhavn 1854: 155. 1854. La especie tipo es: Isoglossa origanoides (Nees) S. Moore.

## Especies seleccionadas
- Isoglossa augusta
- Isoglossa anisophylla
- Isoglossa bachmanni
- Isoglossa barlerioides
- Lista completa de especies